# Xishan (sockenhuvudort i Kina, Qinghai Sheng, lat 36,78, long 101,85)
Xishan (kinesiska: 西山, 西山乡) är en sockenhuvudort i Kina. Den ligger i provinsen Qinghai, i den nordvästra delen av landet, omkring 17 kilometer nordost om provinshuvudstaden Xining. Antalet invånare är 17 514. Befolkningen består av 8 234 kvinnor och 9 280 män. Barn under 15 år utgör 22,0 %, vuxna 15-64 år 71 %, och äldre över 65 år 5,0 %.
Runt Xishan är det mycket tätbefolkat, med 1 517 invånare per kvadratkilometer. Närmaste större samhälle är Weiyuan, 15,3 km nordost om Xishan. Trakten runt Xishan består till största delen av jordbruksmark.
Genomsnittlig årsnederbörd är 518 millimeter. Den regnigaste månaden är juli, med i genomsnitt 138 mm nederbörd, och den torraste är januari, med 2 mm nederbörd.